# 布拉夫斯普林斯 (伊利諾伊州)
布拉夫斯普林斯（英語：Bluff Springs）是位於美國伊利諾伊州卡斯縣的一個非建制地區。該地的面積和人口皆未知。

## 地理
布拉夫斯普林斯的座標為39°59′16″N 90°20′45″W / 39.98778°N 90.34583°W，而該地的平均海拔高度為150米（即492英尺）。